# Área metropolitana de Hamburgo
El área metropolitana de Hamburgo consiste en la ciudad de Hamburgo enmarcada entre los límites del estado federado homónimo y en algunas localidades colindantes que pertenecen a los estados de Schleswig-Holstein y Baja Sajonia. 
En total, el área metropolitana de Hamburgo se extiende por una superficie de 2.087 km² y cuenta con una población de 2,55 millones de habitantes, de los cuales 36 y 69% corresponden a la ciudad de Hamburgo, respectivamente. Tiene una densidad de población de 1.222 hab/km².

## Composición
El área metropolitana de Hamburgo se compone de la ciudad de Hamburgo y de 36 ciudades pequeñas y municipios ubicados a su alrededor (entre las que destacan las ciudades de Norderstedt y Elmshorn), como se muestra en la tabla siguiente.
| Distrito              | Municipio o ciudad        | Superficie (en km²) | Población(1) |
| --------------------- | ------------------------- | ------------------- | ------------ |
| Hamburgo              |                           |                     |              |
| —                     | Hamburgo                  | 755,26              | 1.751.656    |
| Schleswig-Holstein    |                           |                     |              |
| Distrito de Pinneberg | Wedel                     | 33,82               | 31.956       |
| Distrito de Pinneberg | Schenefeld                | 9,99                | 17.949       |
| Distrito de Pinneberg | Halstenbek                | 12,58               | 16.246       |
| Distrito de Pinneberg | Rellingen                 | 13,18               | 13.721       |
| Distrito de Pinneberg | Ellerbek                  | 9,11                | 4.276        |
| Distrito de Pinneberg | Pinneberg                 | 21,54               | 41.778       |
| Distrito de Pinneberg | Prisdorf                  | 5,23                | 2.169        |
| Distrito de Pinneberg | Tornesch                  | 20,61               | 13.015       |
| Distrito de Pinneberg | Uetersen                  | 11,43               | 17.887       |
| Distrito de Pinneberg | Moorrege                  | 10,76               | 19.272       |
| Distrito de Pinneberg | Appen                     | 20,29               | 5.825        |
| Distrito de Pinneberg | Elmshorn                  | 21,36               | 48.267       |
| Distrito de Pinneberg | Bönningstedt              | 12,05               | 11.775       |
| Distrito de Pinneberg | Hasloh                    | 11,07               | 3.368        |
| Distrito de Pinneberg | Quickborn                 | 43,16               | 20.188       |
| Distrito de Pinneberg | Barmstedt                 | 17,17               | 9.691        |
| Distrito de Segeberg  | Norderstedt               | 58,10               | 71.550       |
| Distrito de Segeberg  | Henstedt-Ulzburg          | 39,47               | 26.340       |
| Distrito de Segeberg  | Kisdorf                   | 88,59               | 10.638       |
| Distrito de Segeberg  | Ellerau                   | 7,09                | 5.644        |
| Distrito de Segeberg  | Kaltenkirchen             | 23,10               | 19.742       |
| Distrito de Stormarn  | Ahrensburg                | 35,30               | 30.094       |
| Distrito de Stormarn  | Ammersbeck                | 17,71               | 9.199        |
| Distrito de Stormarn  | Tangstedt                 | 39,86               | 6.427        |
| Distrito de Stormarn  | Bargteheide               | 15,83               | 14.341       |
| Distrito de Stormarn  | Großhansdorf              | 11,20               | 9.014        |
| Distrito de Stormarn  | Barsbüttel                | 24,68               | 12.420       |
| Distrito de Stormarn  | Glinde                    | 11,22               | 16.085       |
| Distrito de Stormarn  | Oststeinbek               | 11,37               | 7.749        |
| Distrito de Stormarn  | Reinbek                   | 31,23               | 25.688       |
| Herzogtum Lauenburg   | Wentorf                   | 6,87                | 11.530       |
| Herzogtum Lauenburg   | Börnsen                   | 8,42                | 3.857        |
| Herzogtum Lauenburg   | Escheburg                 | 8,91                | 3.240        |
| Herzogtum Lauenburg   | Geesthacht                | 33,19               | 29.450       |
| Baja Sajonia          |                           |                     |              |
| Distrito de Stade     | Buxtehude                 | 76,49               | 38.687       |
| Distrito de Stade     | Jork                      | 62,27               | 11.947       |
| Distrito de Harburg   | Neu Wulmstorf             | 56,17               | 20.486       |
| Distrito de Harburg   | Rosengarten               | 63,67               | 13.181       |
| Distrito de Harburg   | Seevetal                  | 105,20              | 41.506       |
| Distrito de Harburg   | Buchholz in der Nordheide | 74,63               | 38.150       |
| Distrito de Harburg   | Stelle                    | 38,50               | 10.960       |
| Distrito de Harburg   | Winsen (Luhe)             | 109,58              | 33.070       |
| TOTAL                 | TOTAL                     | 2.087,26            | 2.550.034    |

- (1) - Datos del 30.09.2006, tomados de los informes estadísticos de población del Statistisches Amt für Hamburg und Schleswig-Holstein , para Hamburgo y Schleswig-Holstein y del Niedersächsisches Landesamt für StatistikArchivado el 12 de octubre de 2008 en Wayback Machine. para Baja Sajonia

## Comparación
En esta tabla se muestran las diez principales áreas metropolitanas de Alemania. El área metropolitana de Hamburgo ocupa el tercer puesto.
| N.º | Área metropolitana | Superficie (en km²) | Población (en millones) |
| --- | ------------------ | ------------------- | ----------------------- |
| 1   | Región del Ruhr    | 3.484               | 5,036                   |
| 2   | Berlín             | 2.284               | 4,070                   |
| 3   | Hamburgo           | 2.087               | 2,550                   |
| 4   | Múnich             | 1.319               | 1,944                   |
| 5   | Colonia            | 1.414               | 1,809                   |
| 6   | Fráncfort          | 1.415               | 1,756                   |
| 7   | Stuttgart          | 1.344               | 1,745                   |
| 8   | Düsseldorf         | 780                 | 1,316                   |
| 9   | Núremberg          | 1.006               | 1,044                   |
| 10  | Hanóver            | 1.519               | 1,002                   |

- Datos: Q3969